# 기독교 공산주의
기독교 공산주의(Christian communism)는 기독교를 중심으로 하는 종교적 공산주의이다.
봉건주의에 기반한 전근대 사회에서 종교를 지배계층이 피지배계층인 인민을 지배하기 위한 속박의 도구로 사용하였다고 본마르크스가 혁명론을 내세우며 종교를 "인민의 아편"이라며 배척한 공산당선언에 의하여 "공산주의와 종교적 신앙은 같이할 수 없다는게 정론에 해당된다"는 것을 근거해 기독교 공산주의는 공산주의 진영에서 사이비 공산주의 사상으로알려져있다.

## 역사

### 신약성서와 교회역사에서의 기독교 공산주의
기독교 공산주의가 정확히 언제 생겼는지에 대한 보편적 합의는 존재하지 않지만 신약성서의 사도행전에 따르면 예루살렘교회에서는 첫 번째 성령강림주일때 재산을 공유하는 기독교 공산주의를 실천하였으며, 종교개혁기에도 재세례파 등의 급진적인 개신교 교파들은 재산공유를 주장하면서 평등사회 구현을 기독교를 통해 이루고자 하였다.

### 이념의 구도
기독교 공산주의는 (더 온건한) 기독교 사회주의와 (더 급진적인) 기독교 아나키즘의 사이에 위치한 것을 볼 수 있다. 기독교 공산주의자들은 마르크스주의의 몇몇 부분에 이견을 제시한다. 이들은 물론 대부분의 마르크스주의자들이 가지는 무신론적인 시각을 공유하지 않으나 경제적인 강령은, 예를 들어 자본주의가 노동 계급에게서 잉여가치를 착취해 이익을 본다는 분석에 부분 동의한다. 기독교 공산주의자들은 또한 마르크스주의자들의 정치적인 강령 일부를, 예를 들어 자본주의가 사회주의로 교체되어 결국에는 공산주의로 발전한다는 역사발전론에 동의 한다.
그러나 기독교 공산주의자들은 가끔 마르크스주의자들, 특히 레닌주의자들과 이견을 보일때가 있다. 이는 사회주의나 공산주의 사회가 조직되는 방법에 관한 것인데, 보편적으로 기독교 공산주의는 마르크스주의에서 독립적으로 분화하였음으로 마르크스 공산주의자들의 "결론"을 공유하지만 그 "전제"에는 동의하지 않는 것을 볼 수 있다.

## 같이 보기
- 제럴드 윈스탠리 Gerrard Winstanley
- 기독교 사회주의
- 기독교 아나키즘
- 기독교 평등주의
- 기독교 좌파
- 가톨릭
- 기독교 좌파
- 에비온파
- 기독교에서의 예수
- 예수주의
- 의인동맹
- 마르크스주의와 종교
- 알랭 바디우
- 테리 이글턴